# Yūji Tsushima
Pour les articles homonymes, voir Tsushima.
Yūji Tsushima (津島 雄二, Tsushima Yūji) est un homme politique japonais né le 24 janvier 1930 à Suginami (Tokyo, préfecture de Tokyo) et mort le 25 octobre 2023 dans la même ville.